# Lago Ree
El Lago Ree o Lough Ree (irlandés: Loch Rí or Loch Ríbh) es un lago situado en el centro de Irlanda. 
Se trata del segundo lago más grande por cuantos atraviesa el río Shannon. Los otros lagos son el Derg (Sur) y el Allen (Norte). El lago sirve de frontera entre los condados de Longford y Westmeath (dentro de la provincia de Leinster y el condado de Roscommon en la provincia de Connacht, al este.
Los lugareños se suelen acercar al lago para pescar y remar. En la ribera del lago se encuentra un pequeño puerto de pescadores. La ciudad de Athlone se encuentra en la salida sur del lago, y posee un puerto para los barcos que abandonan el lago. En la salida norte del lago se encuentra la localidad de Lanesboro. 
La isla Inchcleraun (Inis Cloithreann) se encuentra en la parte norte del lago. En ella se encuentra un monasterio fundado durante los primeros años de la evangelización de Irlanda. También quedan restos de antiguas iglesias. Según las leyendas irlandesas, la reina Maeve fue asesinada en esta isla.

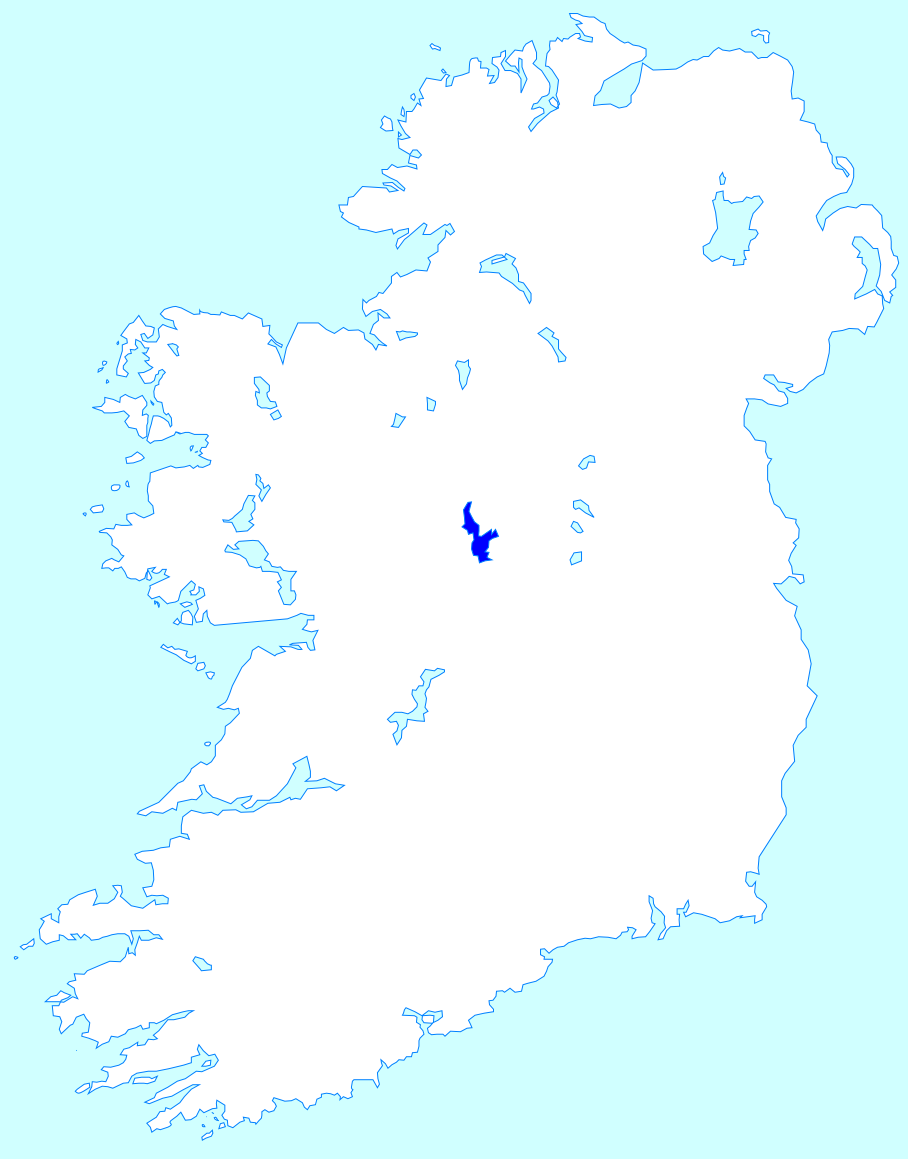
El lago señalizado en el mapa de Irlanda.

Véase también: Ríos de Irlanda
- Datos: Q608133
- Multimedia: Lough Ree / Q608133